# JAHO I
JAHO I je bila prva jugoslovanska alpinistična odprava v Himalajo, ki je trajala od 6. marca do 3. avgusta 1960. Cilj odprave je bil 7016 metrov visoki Trisul I z vzponom po južni smeri.

## Člani odprave
- Stane Kersnik (vodja)
- Ciril Debeljak
- Zoran Jerin (novinar)
- Marjan Keršič
- Aleš Kunaver
- Ante Mahkota
- dr. Andrej Robič (zdravnik)

## Zgodovina
Primarni cilj odprave ni bil dosežen zaradi preslabe opremljenosti, toda osvojili so naslednje pomožne cilje:
- Baratoli (5720 m; Debeljak, Kunaver, Mahkota)
- Trisul II (6690 m; Kunaver, Mahkota)
- Trisul III (6170 m; Keršič, Kunaver, Mahkota)